# Bo Stief
Bo Stief (født 15. oktober 1946 i København) er dansk jazz- og rock-bassist og komponist.

## Historie
Bo Stief har i sit mere end 50 år lange virke som musiker spillet med en lang række danske og udenlandske musikere inden for et væld af genrer.
Han har blandt andre spillet sammen med Don Cherry, Miles Davis, Stan Getz, Hans Ulrik, Dizzy Gillespie, Dexter Gordon, Johnny Griffin, Poul Halberg, Alex Riel, Jackie McLean, George Russell og Ben Webster.
Fra 1969 til 1975 var han med i bandet Rainbow Band / Midnight Sun, og har siden 1980 ledet bands, såsom Chasing Dreams, Dream Machine og One Song III.
I 2005 blev han belønnet med den danske pris Django d’Or, og i 2011 modtog han Ben Webster Prisen.

## Privat
Bo Stief var fra 1975 til 1980 gift med sangerinden Sanne Salomonsen.
Siden 1989 har Stief været sammen med hustruen Anne, med hvem han har to voksne døtre. Herudover er han bonusfar til to stedbørn, blandt andet sanger Bobo Moreno.

## Diskografi

### Album
- 1993 - Chasing Dreams (m. Bjarne Roupé, Niels Ratzer, Poul Halberg og Bobo Moreno)
- 2021 – Our Songs (m. Alex Riel og Carsten Dahl)